# 皮克圖 (科羅拉多州)
皮克圖（英語：Pictou）是位於美國科羅拉多州韋爾法諾縣的一個非建制地區。該地的面積和人口皆未知。

## 地理
皮克圖的座標為37°38′19″N 104°48′49″W / 37.63861°N 104.81361°W，而該地的平均海拔高度為1914米（即6279英尺）。